# Панславизам
Панславизам je политичко-друштвени и културно-конфесионални покрет Словена за национално ослобођење у неколико земаља средње и југоисточне Европе, крајем 18. и првом половином 19. вијека. Крајем 19. вијека на основу Пансловенског покрета формиран је Неословенски покрет, који је имао аналогне задатке, и суочавање са проблемом једнакости између словенских народа.

## Поријекло
Панславизам је почео свој успон као и пангерманизам, који је такође растао са високим и јаким осјећањем националног јединства унутар етничких група под доминацијом Француза током Наполеонових ратова. Панславизам је појачао дјелатности словенских интелектуалаца и научника из области историје, етнографије, филологије и фолклора. Најчешће коришћени симболи панславизма cу пансловенске боје (плава, бијела и црвена) и пансловенска химна „Хеј, Словени“.

## Идеологија
Идеологија панславизма је нераскидиво повезана са историјом западних и јужних словенских племена, њихово кретање, еманципацију, националну и државотворну изградњу и постојање. Чињенично је покрет словенске солидарности као метод очувања етно-културног идентитета, у јуришу германских племена на исток. Аутори (Поспишил и Обшуст) који су се бавили идеологијом панславизма и друштвено-политичким феномена словенства, истичу да треба разликовати следеће појмове: словенство као аморфну плазму свега, што показује интересовање, афинитет и симпатије ка проблематици Словена са евентуалним преклапањем са контурама неке идеологије; славофилство јасно емотивно обојену љубав ка свему словенском, славјанофилство (славенофилство / словенофилство) као руска варијанта словенске идеје у себи садржи обрисе руске доминације, словенску узајамност која представља концепцију узајамне подршке словенских народа и не мора бити усмерена против неког другог, и панславизам као концепцију реалног или потенцијалног словенског културног, литерарног и политичког јединства, често грађеног против идеологије пангерманизма.

## Историја формирања и развоја Панславизма

### Рађање панславизма
Постоји неколико теорија, које дефинишу најраније појављивање пансловенске мисли хрватског језуитског мисионара Јураја Крижанића и словачког адвоката и писца Јана Херкела. Термин панславизам је први пут 1826. у Чешкој предложио словачки адвокат и писац Јан Херкел. Политичке ставове, идеју словенског јединства и културне заједнице прихватили cу у Аустроугарској Павел Јозеф Шафарик, Јан Колар, Људевит Гај и Вук Стефановић Караџић.
Раст утицаја Руске Империје у систему међународних односа у првој половини 19. вијека, одвијао се у правцу кретања за национално ослобођење Словена, средње и југоисточне Европе. Овај пут коначно је узео облик стереотипне перцепције тзв. „руског" Колоса, као зле силе, која тежи за уништењем немачко-романске цивилизације уз подршку западних и јужних словенских племена. "Опасност" звана "панславизам" коришћен је у западноевропском друштвеном и политичком новинарству. Касније, ова концепција је трансформисана и добија још један политички и културолошки значај. Дефиниција овог појма варирала је од словенског књижевног «узајамност» (проповјед у културним аспектима) до политичких пројеката оснивања "словенска Аустрија" (аустро-славизма), "Велика Илирије" (Илиризам), "Свесловенске Ограничене" монархије или Федерације, као дијела "Руске Империје".